# Acer saccharum subsp. floridanum
Acer saccharum subsp. floridanum es una subespecie de Acer saccharum, perteneciente a la familia de las sapindáceas. Se encuentra en los bosques del Atlántico y en la llanura costera de los Estados Unidos, desde el sureste de Virginia, en el norte, al sur en Florida y al oeste en Oklahoma y Tejas.

## Descripción
Se trata de árbol de tamaño mediano a grande de hoja caduca, que crece hasta los 15-25 m (excepcionalmente 38 m) de altura, con una corona elíptica de densidad moderada, con un contorno liso o redondeado. La corteza es de color gris claro con gruesos bordes irregulares rizados, la corteza tiende a convertirse en plateada. Las ramas son delgadas, un poco brillantes, de color marrón rojizo. Los brotes terminales son puntiagudos, de color marrón y pubescentes. La hojas son opuestas, simples, palmatilobadas y venosas, de 3-9.5 cm de largo y 3.5 a 11 cm de ancho, con  tres o cinco lóbulos algo redondeados, y un largo pecíolo. Son de color verde por encima y más pálido y pubescente por debajo. En el otoño se vuelven de color naranja y amarillo. La flores son regulares, pentámeras, y aparecen corimbos.  El fruto es una disámara de 1.5-3 cm de largo.
Acer floridanum pueden ser fácilmente confundida en el campo con las especies estrechamente relacionadas Acer leucoderme y Acer saccharum. Se puede observar mejor la diferencia de A. saccharum observando las hojas más pequeñas, con lóbulos cortos y agudos, las más pequeñas sámaras, y la corteza más blanquecina. Varias superposiciones en genética entre estas dos especies se han encontrado en el este de Texas y en la zona de Maryland hacia el sur hasta el norte de Florida.

## Taxonomía
Acer saccharum subsp. floridanum fue descrita por (Chapm.) Desmarais y publicado en Brittonia 7(5): 382, en el año 1952.
Sinonimia
- Acer barbatum Michx.
- Acer barbatum var. floridanum (Chapm.) Sarg.
- Acer barbatum f. floridanum (Chapm.) Fernald
- Acer barbatum var. glaucum Bush
- Acer barbatum var. glaucum (Pax) J.Rousseau
- Acer barbatum var. longii Fernald
- Acer barbatum f. platylobum Fernald
- Acer barbatum var. villipes Ashe
- Acer floridanum (Chapm.) Pax
- Acer floridanum var. longii Fernald
- Acer floridanum f. platylobum Fernald
- Acer floridanum var. villipes Rehder
- Acer floridanum f. villipes (Rehder) Fernald
- Acer nigrum var. floridanum (Chapm.) Fosberg
- Acer palmifolium f. barbatum (Michx.) Schwer.
- Acer saccharinum var. floridanum Chapm.
- Acer saccharinum subsp. floridanum (Chapm.) Wesm.
- Acer saccharum var. barbatum (Michx.) Trel.
- Acer saccharum f. barbatum (Michx.) Pax
- Acer saccharum var. floridanum (Chapm.) Small & Heller
- Acer saccharum var. longii (Fernald) A.E.Murray
- Saccharodendron barbatum (Michx.) Nieuwl.
- Saccharodendron floridanum (Chapm.) Nieuwl.[7]